# Diócesis de Istmina-Tadó
La diócesis de Istmina-Tadó (en latín: Dioecesis Istminana-Taduana) es una circunscripción eclesiástica de la Iglesia católica en Colombia. Se trata de una diócesis latina, sufragánea de la arquidiócesis de Santa Fe de Antioquia. Desde el 3 de febrero de 2018 su obispo es Mario de Jesús Álvarez Gómez.

## Territorio y organización
La diócesis tiene 22 240 km² y extiende su jurisdicción sobre los fieles católicos de rito latino residentes en 18 municipios del departamento del Chocó: Alto Baudó, Bahía Solano, Bajo Baudó, Cértegui, Condoto, Cantón de San Pablo, El Litoral del San Juan, Istmina, Juradó, Medio Baudó, Medio San Juan, Nóvita, Nuquí, Río Iró, San José del Palmar, Sipí, Tadó y Unión Panamericana.
Su territorio limita con Panamá al extremo noroeste, al norte con la diócesis de Apartadó y la diócesis de Quibdó, al oriente con la diócesis de Pereira, al sureste con la diócesis de Cartago y la diócesis de Buga, al sur con la diócesis de Palmira y la diócesis de Buenaventura, y al occidente con el océano Pacífico.
La sede de la diócesis se encuentra en la ciudad de Istmina, en donde se halla la Catedral de San Pablo. En Tadó se encuentra la Concatedral de San José.
En 2021 en la diócesis existían 63 parroquias agrupadas en 
- Zona episcopal territorial San Francisco Javier, conformada por 3 vicarías foráneas con 21 parroquias;
- Zona episcopal territorial San Francisco Solano (6 parroquias)
- Zona episcopal territorial San Pedro Claver (7 parroquias), en el litoral Pacífico del departamento del Chocó;
- Zona episcopal territorial Santa Laura Montoya Upegui (8 parroquias), cuenca del río Baudó;
- Zona episcopal territorial Santa Teresita del Niño Jesús, conformada por 3 vicarías foráneas con 42 parroquias: vicaría foránea Monseñor Gustavo Posada Peláez (11 parroquias), Monseñor Alonso Llano Ruiz (15 parroquias) y Beato Jesús Emilio Jaramillo Monsalve (16 parroquias).

## Historia

### Vicariato apostólico
La prefectura apostólica del Chocó fue erigida en 1908 y fue administrada por los misioneros claretianos, con Juan Gil como su primer prefecto apostólico, que llegó un año después. Sin embargo, la prefectura apostólica fue suprimida y fueron erigidos dos vicariatos apostólicos el 14 de noviembre de 1952, mediante bula Cum Usu Quotidiano del papa Pío XII: vicariato apostólico de Quibdó, en donde permanecieron los claretianos y vicariato apostólico de Istmina, administrado por los Misioneros Javerianos de Yarumal. Este último es el precursor de la actual diócesis, con Gustavo Posada Peláez como vicario apostólico. Se posesionó el 12 de junio de 1953.

### Diócesis
El 30 de abril de 1990, como consecuencia de la bula Quamvis nonnullis del papa Juan Pablo II, el vicariato apostólico fue elevado a diócesis y tomó su nombre actual. La iglesia de San Pablo de Istmina pasó a ser la catedral, y la iglesia de San José en Tadó concatedral. Gustavo Posada Peláez pasó a ser obispo diocesano, quien se posesionó en Istmina el 18 de agosto de 1990 y un día después en Tadó. Al cumplir 75 años, el papa aceptó su renuncia y el 5 de mayo de 1993 Alonso Llano Ruiz fue elegido como su sucesor, que fue ordenado obispo en Rionegro el 29 de mayo, tomó posesión el 19 de junio en Istmina y en Tadó al día siguiente.
Llano Ruiz, obispo de la diócesis de Istmina-Tadó presentó renuncia a su cargo. El 5 de junio de 2010 fue aceptada su dimisión por el papa Benedicto XVI, y se nombró a Julio Hernando García Peláez, hasta entonces obispo auxiliar de Cali, como nuevo obispo de Istmina-Tadó, que se posesionó el 24 de julio siguiente. 
Los días 2, 3 y 4 de mayo de 2013 celebró el XX Encuentro de Pastoral Afrocolombiana con el lema Los jóvenes afro en la Pastoral de la Iglesia, con la participación de 14 delegaciones de todo el país. La  primera jornada recordó el recorrido desde el último encuentro en Barranquilla y se reflexionó sobre el papel de la mujer en la parábola del hijo pródigo. La segunda jornada  abrió el espacio para que los jóvenes con los procesos más avanzados mostraran su trabajo pastoral. La parte formativa tuvo lugar en la tercera jornada con la exposición de Miguel Demetrio Moya y la presentación del santuario del Divino Ecce Homo de Raspadura (cerca a Istmina) por el p. Ernesto Zapata, como preludio a la visita de las delegaciones y su participación en la eucaristía y la procesión.
El 15 de junio de 2017, el papa Francisco nombró a Julio Hernando García Peláez obispo de Garagoa y designá a Orlando Antonio Corrales García, arzobispo de Santafé de Antioquia, como administrador apostólico. El 3 de febrero del año 2018, el mismo papa designó como cuarto obispo de Istmina-Tadó, al presbítero Mario de Jesús Álvarez Gómez, hasta entonces director nacional de Obras Misionales Pontificias de Colombia. El 3 de marzo siguiente, en la Catedral San Pablo Apóstol de Istmina fue ordenado obispo y tomó posesión de la diócesis. Al día siguiente, 4 de marzo, tomó posesión en la Concatedral de San José en Tadó.
El 21 de octubre de 2021 la diócesis fue organizada pastoralmente de la siguiente manera: 63 parroquias, 6 vicarías foráneas y 2 zonas episcopales territoriales. Ese mismo día, se asumió plenamente, en todos sus componentes, el Plan de Acción Pastoral LA CHAMPA MISIONERA, Global y Misionero, 2020-2035.

## Estadísticas
Según el Anuario Pontificio 2022 la diócesis tenía a fines de 2021 un total de 251 000 fieles bautizados.
| Año                                                                             | Población                       | Población                       | Población                       | Sacerdotes                      | Sacerdotes                      | Sacerdotes                      | Bautizados por sacerdote        | Diáconos permanentes            | Religiosos                      | Religiosos                      | Parroquias                      |
| Año                                                                             | Bautizados católicos            | Total                           | % de católicos                  | Total                           | Clero secular                   | Clero regular                   | Bautizados por sacerdote        | Diáconos permanentes            | Varones                         | Mujeres                         | Parroquias                      |
| Vicariato apostólico de Istmina                                                 | Vicariato apostólico de Istmina | Vicariato apostólico de Istmina | Vicariato apostólico de Istmina | Vicariato apostólico de Istmina | Vicariato apostólico de Istmina | Vicariato apostólico de Istmina | Vicariato apostólico de Istmina | Vicariato apostólico de Istmina | Vicariato apostólico de Istmina | Vicariato apostólico de Istmina | Vicariato apostólico de Istmina |
| ------------------------------------------------------------------------------- | ------------------------------- | ------------------------------- | ------------------------------- | ------------------------------- | ------------------------------- | ------------------------------- | ------------------------------- | ------------------------------- | ------------------------------- | ------------------------------- | ------------------------------- |
| 1966                                                                            | 147 000                         | 152 500                         | 96.4                            | 24                              | 4                               | 20                              | 6125                            |                                 | 26                              | 91                              | 14                              |
| 1968                                                                            | 138 000                         | 147 000                         | 93.9                            | 27                              | 7                               | 20                              | 5111                            |                                 | 25                              | 97                              | 16                              |
| 1976                                                                            | 170 000                         | 186 000                         | 91.4                            | 23                              | 23                              |                                 | 7391                            |                                 |                                 | 129                             | 15                              |
| 1980                                                                            | 197 880                         | 213 580                         | 92.6                            | 27                              | 27                              |                                 | 7328                            |                                 |                                 | 126                             | 20                              |
| Diócesis de Istmina-Tadó                                                        |                                 |                                 |                                 |                                 |                                 |                                 |                                 |                                 |                                 |                                 |                                 |
| 1990                                                                            | 233 000                         | 252 000                         | 92.5                            | 53                              | 51                              | 2                               | 4396                            |                                 | 3                               | 128                             | 34                              |
| 1999                                                                            | 175 000                         | 200 000                         | 87.5                            | 60                              | 57                              | 3                               | 2916                            |                                 | 6                               | 102                             | 36                              |
| 2000                                                                            | 175 000                         | 200 000                         | 87.5                            | 59                              | 56                              | 3                               | 2966                            |                                 | 6                               | 102                             | 36                              |
| 2001                                                                            | 175 000                         | 200 000                         | 87.5                            | 60                              | 57                              | 3                               | 2916                            |                                 | 6                               | 102                             | 36                              |
| 2002                                                                            | 175 000                         | 200 000                         | 87.5                            | 59                              | 56                              | 3                               | 2966                            |                                 | 7                               | 102                             | 37                              |
| 2003                                                                            | 175 000                         | 200 000                         | 87.5                            | 62                              | 59                              | 3                               | 2822                            |                                 | 9                               | 102                             | 38                              |
| 2004                                                                            | 175 000                         | 200 000                         | 87.5                            | 61                              | 58                              | 3                               | 2868                            |                                 | 10                              | 101                             | 38                              |
| 2006                                                                            | 181 000                         | 206 000                         | 87.9                            | 63                              | 60                              | 3                               | 2873                            |                                 | 12                              | 98                              | 38                              |
| 2013                                                                            | 210 200                         | 225 200                         | 93.3                            | 77                              | 73                              | 4                               | 2729                            |                                 | 8                               | 75                              | 54                              |
| 2016                                                                            | 205 080                         | 215 915                         | 95.0                            | 80                              | 76                              | 4                               | 2563                            | 3                               | 13                              | 47                              | 63                              |
| 2019                                                                            | 209 000                         | 222 400                         | 94.0                            | 101                             | 99                              | 2                               | 2069                            | 3                               | 8                               | 22                              | 63                              |
| 2021                                                                            | 251 000                         | 270 000                         | 93.0                            | 63                              | 60                              | 3                               | 3984                            | 3                               | 7                               | 46                              | 63                              |
| Fuente: Catholic-Hierarchy, que a su vez toma los datos del Anuario Pontificio. |                                 |                                 |                                 |                                 |                                 |                                 |                                 |                                 |                                 |                                 |                                 |

## Episcopologio

### Vicario apostólico de Istmina
- Gustavo Posada Peláez, M.X.Y. † (24 de marzo de 1953-30 de abril de 1990 nombrado obispo diocesano)

### Obispos de Istmina-Tadó
- Gustavo Posada Peláez, M.X.Y. † (30 de abril de 1990-5 de mayo de 1993 retirado)
- Alonso Llano Ruiz † (5 de mayo de 1993-5 de junio de 2010 retirado)[11]
- Julio Hernando García Peláez (5 de junio de 2010-15 de junio de 2017 nombrado obispo de Garagoa)[12]
- Mario de Jesús Álvarez Gómez, desde el 3 de febrero de 2018